# Coupe du monde de cyclisme sur piste 2010-2011
Navigation
Coupe du monde 2009-2010 Coupe du monde 2011-2012
La Coupe du monde de cyclisme sur piste 2010–2011 est une compétition organisée par l'UCI qui regroupe plusieurs épreuves de cyclisme sur piste. La saison a débuté le 2 décembre 2010 et s'est terminée le 20 février 2011. Pour cette saison, quatre manches sont au programme.
La Coupe du monde revêt une importance particulière, car elle rapporte des points en vue des Jeux olympiques de 2012.
Au classement par nations, la France succède à l'Allemagne double tenante du titre.

## Changement par rapport aux éditions précédentes
Lors de chaque manche, les cyclistes masculins et féminins vont se mesurer dans les cinq disciplines retenues dans le cadre des Jeux olympiques de 2012. Il s'agit de :
- Trois épreuves individuelles : la vitesse, le keirin et l'omnium (épreuve comprenant un tour lancé, une course aux points, une course à l'élimination, une poursuite individuelle, une course scratch et contre-la-montre de 500 mètres pour les femmes et d'un kilomètre pour les hommes)
- Deux épreuves par équipes : la vitesse par équipes et la poursuite par équipes

Les organisateurs de chacune des quatre manches de la Coupe du monde ont la possibilité de proposer des compétitions supplémentaires parmi celles qui font toujours partie du programme des Championnats du monde de cyclisme sur piste.

## Classement par nations
| Rang | Pays/Équipe      | Manche 1 | Manche 2 | Manche 3 | Manche 4 | Total |
| ---- | ---------------- | -------- | -------- | -------- | -------- | ----- |
| 1.   | France           | 61       | 100      | 80       | 67       | 308   |
| 2.   | Royaume-Uni      | 82       | 109      | 51       | 60       | 302   |
| 3.   | Australie        | 85       | 13       | 42       | 78       | 218   |
| 4.   | Nouvelle-Zélande | 47       | 62       | 45       | 55       | 209   |
| 5.   | Pays-Bas         | 70       | -        | 62       | 49       | 181   |
| 6.   | Allemagne        | 43       | 53       | 25       | 38       | 159   |
| 7.   | Chine            | 31       | 5        | 60       | 46       | 142   |
| 8.   | Espagne          | 31       | 32       | 21       | 26       | 110   |
| 9.   | Canada           | 27       | 36       | 39       | -        | 102   |
| 10.  | Russie           | 23       | 13       | 47       | 15       | 98    |

## Hommes

### Kilomètre

#### Résultats
| Date       | Lieu       | 1re                           | 2e                            | 3e                            |
| ---------- | ---------- | ----------------------------- | ----------------------------- | ----------------------------- |
|            | Melbourne  | Pas au programme de la manche | Pas au programme de la manche | Pas au programme de la manche |
|            | Cali       | Pas au programme de la manche | Pas au programme de la manche | Pas au programme de la manche |
| 23 janvier | Pékin      | François Pervis               | Hugo Haak                     | Simon van Velthooven          |
|            | Manchester | Pas au programme de la manche | Pas au programme de la manche | Pas au programme de la manche |

#### Classement
| Pos. | Coureur              | Mel | Cal | Pek | Man | Pts |
| 1.   | François Pervis      | -   | -   | 12  | -   | 12  |
| 2.   | Hugo Haak            | -   | -   | 10  | -   | 10  |
| 3.   | Simon van Velthooven | -   | -   | 8   | -   | 8   |
| 4.   | Tomas Babek          | -   | -   | 7   | -   | 7   |
| 5.   | Adrian Tekliński     | -   | -   | 6   | -   | 6   |
| 6.   | Nikolay Zhurkin      | -   | -   | 5   | -   | 5   |
| 7.   | Zhang Miao           | -   | -   | 4   | -   | 4   |
| 8.   | Yevhen Bolibrukh     | -   | -   | 3   | -   | 3   |
| 9.   | Andrey Kubeev        | -   | -   | 2   | -   | 2   |
| 10.  | Juan Peralta Gascon  | -   | -   | 1   | -   | 1   |

### Keirin

#### Résultats
| Date        | Lieu       | 1er                  | 2e               | 3e                |
| ----------- | ---------- | -------------------- | ---------------- | ----------------- |
| 3 décembre  | Melbourne  | Chris Hoy            | Teun Mulder      | Mickaël Bourgain  |
| 17 décembre | Cali       | Azizulhasni Awang    | François Pervis  | Denis Spicka      |
| 22 janvier  | Pékin      | Simon van Velthooven | Scott Sunderland | Kota Asai         |
| 19 février  | Manchester | Chris Hoy            | Jason Niblett    | Azizulhasni Awang |

#### Classement
| Pos. | Coureur              | Mel | Cal | Pek | Man | Pts |
| 1.   | Azizulhasni Awang    | 2   | 12  | 6   | 8   | 28  |
| 2.   | Chris Hoy            | 12  | -   | -   | 12  | 24  |
| 3.   | Simon van Velthooven | -   | 6   | 12  | -   | 18  |
| 4.   | Scott Sunderland     | 6   | -   | 10  | -   | 16  |
| 5.   | Fabián Puerta        | 4   | 7   | -   | -   | 11  |
| 6.   | Jason Niblett        | -   | -   | -   | 10  | 10  |
| 7.   | François Pervis      | -   | 10  | -   | -   | 10  |
| 8.   | Teun Mulder          | 10  | -   | -   | -   | 10  |
| 9.   | Denis Spicka         | -   | 8   | 2   | -   | 10  |
| 10.  | Christos Volikakis   | 7   | 3   | -   | -   | 10  |

### Vitesse individuelle

#### Résultats
| Date        | Lieu       | 1er           | 2e               | 3e            |
| ----------- | ---------- | ------------- | ---------------- | ------------- |
| 4 décembre  | Melbourne  | Shane Perkins | Jason Kenny      | Teun Mulder   |
| 18 décembre | Cali       | Kévin Sireau  | Chris Hoy        | Grégory Baugé |
| 23 janvier  | Pékin      | Kévin Sireau  | Sebastian Döhrer | Zhang Miao    |
| 18 février  | Manchester | Kévin Sireau  | Jason Kenny      | Chris Hoy     |

#### Classement
| Pos. | Coureur           | Mel | Cal | Pek | Man | Pts |
| 1.   | Kévin Sireau      | 6   | 12  | 12  | 12  | 42  |
| 2.   | Tsubasa Kitatsuru | 7   | 7   | 4   | 6   | 24  |
| 3.   | Jason Kenny       | 10  | -   | -   | 10  | 20  |
| 4.   | Chris Hoy         | -   | 10  | -   | 8   | 18  |
| 5.   | Teun Mulder       | 8   | -   | -   | 5   | 13  |
| 6.   | Shane Perkins     | 12  | -   | -   | -   | 12  |
| 7.   | Sebastian Döhrer  | -   | -   | 10  | -   | 10  |
| 8.   | Zhang Lei         | -   | -   | 6   | 3   | 9   |
| 9.   | Michaël D'Almeida | -   | -   | 5   | 4   | 9   |
| 10.  | Matthew Crampton  | 4   | 5   | -   | -   | 9   |

### Vitesse par équipes

#### Résultats
| Date        | Lieu       | 1er                                                    | 2e                                                         | 3e                                                         |
| ----------- | ---------- | ------------------------------------------------------ | ---------------------------------------------------------- | ---------------------------------------------------------- |
| 2 décembre  | Melbourne  | Grande-Bretagne Matthew Crampton Chris Hoy Jason Kenny | Nouvelle-Zélande Edward Dawkins Ethan Mitchell Sam Webster | Team Jayco-AIS Daniel Ellis Jason Niblett Shane Perkins    |
| 16 décembre | Cali       | France Grégory Baugé Kévin Sireau Michaël D'Almeida    | Grande-Bretagne Jason Kenny Matthew Crampton Chris Hoy     | Nouvelle-Zélande Ethan Mitchell Sam Webster Edward Dawkins |
| 21 janvier  | Pékin      | France Michaël D'Almeida François Pervis Kévin Sireau  | Russie Denis Dmitriev Pavel Yakushevskiy Sergey Kucherov   | Chine Zhang Miao Zhang Lei Cheng Changsong                 |
| 20 février  | Manchester | France Grégory Baugé Kévin Sireau Michaël D'Almeida    | Allemagne René Enders Maximilian Levy Stefan Nimke         | Sky Track Cycling Jason Kenny Chris Hoy Matthew Crampton   |

#### Classement
| Pos. | Coureur          | Mel | Cal | Pek | Man | Pts |
| 1.   | France           | -   | 12  | 12  | 12  | 36  |
| 2.   | Grande-Bretagne  | 12  | 10  | 5   | -   | 27  |
| 3.   | Nouvelle-Zélande | 10  | 8   | -   | 4   | 22  |
| 4.   | Allemagne        | 7   | 2   | -   | 10  | 19  |
| 5.   | Japon            | 6   | -   | 7   | 5   | 18  |
| 6.   | Team Jayco-AIS   | 8   | -   | -   | 7   | 15  |
| 7.   | Russie           | -   | 4   | 10  | -   | 14  |
| 8.   | Pologne          | 1   | 7   | 4   | 2   | 14  |
| 9.   | Chine            | 2   | -   | 8   | 3   | 13  |
| 10.  | Pays-Bas         | 5   | -   | -   | 6   | 11  |

### Poursuite individuelle

#### Résultats
| Date       | Lieu       | 1er                           | 2e                            | 3e                            |
| ---------- | ---------- | ----------------------------- | ----------------------------- | ----------------------------- |
|            | Melbourne  | Pas au programme de la manche | Pas au programme de la manche | Pas au programme de la manche |
|            | Cali       | Pas au programme de la manche | Pas au programme de la manche | Pas au programme de la manche |
|            | Pékin      | Pas au programme de la manche | Pas au programme de la manche | Pas au programme de la manche |
| 18 février | Manchester | Rohan Dennis                  | Geraint Thomas                | Marc Ryan                     |

#### Classement
| Pos. | Coureur            | Mel | Cal | Pek | Man | Pts |
| 1.   | Rohan Dennis       | -   | -   | -   | 12  | 12  |
| 2.   | Geraint Thomas     | -   | -   | -   | 10  | 10  |
| 3.   | Marc Ryan          | -   | -   | -   | 8   | 8   |
| 4.   | Jenning Huizenga   | -   | -   | -   | 7   | 7   |
| 5.   | Sergi Escobar      | -   | -   | -   | 6   | 6   |
| 6.   | Vitaliy Shchedov   | -   | -   | -   | 5   | 5   |
| 7.   | Sergey Chernetskiy | -   | -   | -   | 4   | 4   |
| 8.   | Jang Sun-jae       | -   | -   | -   | 3   | 3   |
| 9.   | Claudio Imhof      | -   | -   | -   | 2   | 2   |
| 10.  | Julien Morice      | -   | -   | -   | 1   | 1   |

### Poursuite par équipes

#### Résultats
| Date        | Lieu       | 1er                                                                        | 2e                                                                         | 3e                                                                   |
| ----------- | ---------- | -------------------------------------------------------------------------- | -------------------------------------------------------------------------- | -------------------------------------------------------------------- |
| 4 décembre  | Melbourne  | Australie Jack Bobridge Michael Hepburn Leigh Howard Cameron Meyer         | Russie Alexander Khatuntsev Ievgueni Kovalev Alexei Markov Alexander Serov | Grande-Bretagne Edward Clancy Steven Burke Luke Rowe Andrew Tennant  |
| 18 décembre | Cali       | Nouvelle-Zélande Sam Bewley Westley Gough Marc Ryan Jesse Sergent          | Colombie Juan Esteban Arango Arles Castro Edwin Ávila Weimar Roldán        | Espagne Eloy Teruel Pablo Bernal Sergi Escobar David Muntaner        |
| 21 janvier  | Pékin      | Russie Alexander Khatuntsev Ievgueni Kovalev Alexei Markov Alexander Serov | Espagne Sergi Escobar Asier Maeztu Antonio Miguel Albert Torres            | Grande-Bretagne Mark Christian Andrew Fenn Erick Rowsell Simon Yates |
| 20 février  | Manchester | Grande-Bretagne Steven Burke Edward Clancy Geraint Thomas Bradley Wiggins  | Nouvelle-Zélande Aaron Gate Westley Gough Peter Latham Marc Ryan           | Espagne Pablo Bernal Asier Maeztu David Muntaner Eloy Teruel         |

#### Classement
| Pos. | Coureur          | Mel | Cal | Pek | Man | Pts |
| 1.   | Espagne          | 6   | 8   | 10  | 8   | 32  |
| 2.   | Nouvelle-Zélande | 7   | 12  | -   | 10  | 29  |
| 3.   | Grande-Bretagne  | 8   | -   | 8   | 12  | 28  |
| 4.   | Russie           | 10  | -   | 12  | 1   | 23  |
| 5.   | Australie        | 12  | -   | 5   | 5   | 22  |
| 6.   | Danemark         | 4   | 7   | -   | 7   | 18  |
| 7.   | Pays-Bas         | 5   | -   | 7   | 6   | 18  |
| 8.   | Belgique         | 2   | 6   | 4   | 3   | 15  |
| 9.   | Lokomotiv        | -   | 3   | 6   | 4   | 13  |
| 10.  | Colombie         | -   | 10  | -   | 2   | 12  |

### Scratch

#### Résultats
| Date        | Lieu       | 1er                           | 2e                            | 3e                            |
| ----------- | ---------- | ----------------------------- | ----------------------------- | ----------------------------- |
|             | Melbourne  | Pas au programme de la manche | Pas au programme de la manche | Pas au programme de la manche |
| 16 décembre | Cali       | Morgan Kneisky                | Gijs Van Hoecke               | Martin Bláha                  |
|             | Pékin      | Pas au programme de la manche | Pas au programme de la manche | Pas au programme de la manche |
|             | Manchester | Pas au programme de la manche | Pas au programme de la manche | Pas au programme de la manche |

#### Classement
| Pos. | Coureur           | Mel | Cal | Pek | Man | Pts |
| 1.   | Morgan Kneisky    | -   | 12  | -   | -   | 12  |
| 2.   | Gijs Van Hoecke   | -   | 10  | -   | -   | 10  |
| 3.   | Martin Bláha      | -   | 8   | -   | -   | 8   |
| 4.   | Marco Arriagada   | -   | 7   | -   | -   | 7   |
| 5.   | Sebastian Mora    | -   | 6   | -   | -   | 6   |
| 6.   | Kirill Sveshnikov | -   | 5   | -   | -   | 5   |
| 7.   | Alex Buttazzoni   | -   | 4   | -   | -   | 4   |
| 8.   | Leonid Krasnov    | -   | 3   | -   | -   | 3   |
| 9.   | Carlos Ospina     | -   | 2   | -   | -   | 2   |
| 10.  | Loïc Perizzolo    | -   | 1   | -   | -   | 1   |

### Américaine

#### Résultats
| Date       | Lieu       | 1re                                  | 2e                                        | 3e                                |
| ---------- | ---------- | ------------------------------------ | ----------------------------------------- | --------------------------------- |
| 2 décembre | Melbourne  | Australie Leigh Howard Cameron Meyer | Nouvelle-Zélande Aaron Gate Myron Simpson | Pays-Bas Nick Stopler Peter Schep |
|            | Cali       | Pas au programme de la manche        | Pas au programme de la manche             | Pas au programme de la manche     |
|            | Pékin      | Pas au programme de la manche        | Pas au programme de la manche             | Pas au programme de la manche     |
|            | Manchester | Pas au programme de la manche        | Pas au programme de la manche             | Pas au programme de la manche     |

#### Classement
| Pos. | Coureur          | Mel | Cal | Pek | Man | Pts |
| 1.   | Australie        | 12  | -   | -   | -   | 12  |
| 2.   | Nouvelle-Zélande | 10  | -   | -   | -   | 10  |
| 3.   | Pays-Bas         | 8   | -   | -   | -   | 8   |
| 4.   | Hong Kong        | 7   | -   | -   | -   | 7   |
| 5.   | Argentine        | 6   | -   | -   | -   | 6   |
| 6.   | Russie           | 5   | -   | -   | -   | 5   |
| 7.   | Danemark         | 4   | -   | -   | -   | 4   |
| 8.   | Belgique         | 3   | -   | -   | -   | 3   |
| 9.   | Ukraine          | 2   | -   | -   | -   | 2   |
| 10.  | Espagne          | 1   | -   | -   | -   | 1   |

### Course aux points

#### Résultats
| Date       | Lieu       | 1re                           | 2e                            | 3e                            |
| ---------- | ---------- | ----------------------------- | ----------------------------- | ----------------------------- |
|            | Melbourne  | Pas au programme de la manche | Pas au programme de la manche | Pas au programme de la manche |
|            | Cali       | Pas au programme de la manche | Pas au programme de la manche | Pas au programme de la manche |
| 23 janvier | Pékin      | Artur Ershov                  | Alexei Markov                 | Claudio Imhof                 |
|            | Manchester | Pas au programme de la manche | Pas au programme de la manche | Pas au programme de la manche |

#### Classement
| Pos. | Coureur            | Mel | Cal | Pek | Man | Pts |
| 1.   | Artur Ershov       | -   | -   | 12  | -   | 12  |
| 2.   | Alexei Markov      | -   | -   | 10  | -   | 10  |
| 3.   | Claudio Imhof      | -   | -   | 8   | -   | 8   |
| 4.   | Zachary Bell       | -   | -   | 7   | -   | 7   |
| 5.   | Thomas Scully      | -   | -   | 6   | -   | 6   |
| 6.   | Vivien Brisse      | -   | -   | 5   | -   | 5   |
| 7.   | Ioánnis Tamourídis | -   | -   | 4   | -   | 4   |
| 8.   | Ingmar De Poortere | -   | -   | 3   | -   | 3   |
| 9.   | Sergiy Lagkuti     | -   | -   | 2   | -   | 2   |
| 10.  | Omar Bertazzo      | -   | -   | 1   | -   | 1   |

### Omnium

#### Résultats
| Date        | Lieu       | 1er             | 2e                  | 3e            |
| ----------- | ---------- | --------------- | ------------------- | ------------- |
| 3 décembre  | Melbourne  | Shane Archbold  | Zachary Bell        | Edward Clancy |
| 17 décembre | Cali       | Edward Clancy   | Juan Esteban Arango | Zachary Bell  |
| 22 janvier  | Pékin      | Samuel Harrison | Zachary Bell        | Roger Kluge   |
| 19 février  | Manchester | Shane Archbold  | Cho Ho-sung         | Elia Viviani  |

#### Classement
| Pos. | Coureur             | Mel | Cal | Pek | Man | Pts |
| 1.   | Zachary Bell        | 10  | 8   | 10  | -   | 28  |
| 2.   | Shane Archbold      | 12  | 3   | -   | 12  | 27  |
| 3.   | Edward Clancy       | 8   | 12  | -   | -   | 20  |
| 4.   | Eloy Teruel         | 7   | 7   | -   | -   | 14  |
| 5.   | Samuel Harrison     | -   | -   | 12  | -   | 12  |
| 6.   | Rafał Ratajczyk     | 5   | -   | -   | 7   | 12  |
| 7.   | Michael Freiberg    | -   | -   | 6   | 6   | 12  |
| 8.   | Cho Ho-sung         | -   | -   | -   | 10  | 10  |
| 9.   | Juan Esteban Arango | -   | 10  | -   | -   | 10  |
| 10.  | Elia Viviani        | -   | -   | -   | 8   | 8   |

## Femmes

### 500 mètres

#### Résultats
| Date       | Lieu       | 1re                           | 2e                            | 3e                            |
| ---------- | ---------- | ----------------------------- | ----------------------------- | ----------------------------- |
| 4 décembre | Melbourne  | Anna Meares                   | Sandie Clair                  | Wai Sze Lee                   |
|            | Cali       | Pas au programme de la manche | Pas au programme de la manche | Pas au programme de la manche |
|            | Pékin      | Pas au programme de la manche | Pas au programme de la manche | Pas au programme de la manche |
|            | Manchester | Pas au programme de la manche | Pas au programme de la manche | Pas au programme de la manche |

#### Classement
| Pos. | Coureuse        | Mel | Cal | Pek | Man | Pts |
| 1.   | Anna Meares     | 12  | -   | -   | -   | 12  |
| 2.   | Sandie Clair    | 10  | -   | -   | -   | 10  |
| 3.   | Lee Wai Sze     | 8   | -   | -   | -   | 8   |
| 4.   | Willy Kanis     | 7   | -   | -   | -   | 7   |
| 5.   | Olga Panarina   | 6   | -   | -   | -   | 6   |
| 6.   | Jessica Varnish | 5   | -   | -   | -   | 5   |
| 7.   | Miriam Welte    | 4   | -   | -   | -   | 4   |
| 8.   | Junhong Lin     | 3   | -   | -   | -   | 3   |
| 9.   | Tania Calvo     | 2   | -   | -   | -   | 2   |
| 10.  | Olga Streltsova | 1   | -   | -   | -   | 1   |

### Keirin

#### Résultats
| Date        | Lieu       | 1re                | 2e               | 3e                 |
| ----------- | ---------- | ------------------ | ---------------- | ------------------ |
| 4 décembre  | Melbourne  | Anna Meares        | Kaarle McCulloch | Clara Sanchez      |
| 18 décembre | Cali       | Victoria Pendleton | Sandie Clair     | Virginie Cueff     |
| 23 janvier  | Pékin      | Clara Sanchez      | Lyubov Shulika   | Rebecca James      |
| 20 février  | Manchester | Guo Shuang         | Clara Sanchez    | Victoria Pendleton |

#### Classement
| Pos. | Coureuse           | Mel | Cal | Pek | Man | Pts |
| 1.   | Clara Sanchez      | 8   | -   | 12  | 10  | 30  |
| 2.   | Victoria Pendleton | -   | 12  | -   | 8   | 20  |
| 3.   | Anna Meares        | 12  | -   | -   | 6   | 18  |
| 4.   | Sandie Clair       | 6   | 10  | -   | -   | 16  |
| 5.   | Kaarle McCulloch   | 10  | -   | -   | 5   | 15  |
| 6.   | Lyubov Shulika     | -   | 5   | 10  | -   | 15  |
| 7.   | Gong Jinjie        | 7   | -   | -   | 7   | 14  |
| 8.   | Simona Krupeckaitė | 4   | -   | 5   | 4   | 13  |
| 9.   | Guo Shuang         | -   | -   | -   | 12  | 12  |
| 10.  | Virginie Cueff     | -   | 8   | 4   | -   | 12  |

### Vitesse individuelle

#### Résultats
| Date        | Lieu       | 1re            | 2e                 | 3e                 |
| ----------- | ---------- | -------------- | ------------------ | ------------------ |
| 3 décembre  | Melbourne  | Anna Meares    | Victoria Pendleton | Kristina Vogel     |
| 17 décembre | Cali       | Kristina Vogel | Victoria Pendleton | Sandie Clair       |
| 22 janvier  | Pékin      | Lyubov Shulika | Simona Krupeckaitė | Junhong Lin        |
| 19 février  | Manchester | Anna Meares    | Guo Shuang         | Victoria Pendleton |

#### Classement
| Pos. | Coureuse           | Mel | Cal | Pek | Man | Pts |
| 1.   | Victoria Pendleton | 10  | 10  | -   | 8   | 28  |
| 2.   | Anna Meares        | 12  | -   | -   | 12  | 24  |
| 3.   | Kristina Vogel     | 8   | 12  | -   | -   | 20  |
| 4.   | Guo Shuang         | 7   | -   | -   | 10  | 17  |
| 5.   | Sandie Clair       | 6   | 8   | -   | -   | 14  |
| 6.   | Clara Sanchez      | -   | -   | 7   | 6   | 13  |
| 7.   | Lyubov Shulika     | -   | -   | 12  | -   | 12  |
| 8.   | Olga Panarina      | 5   | -   | -   | 7   | 12  |
| 9.   | Simona Krupeckaitė | 1   | -   | 10  | -   | 11  |
| 10.  | Jessica Varnish    | 3   | 3   | -   | 5   | 11  |

### Vitesse par équipes

#### Résultats
| Date        | Lieu       | 1re                                                | 2e                                             | 3e                                            |
| ----------- | ---------- | -------------------------------------------------- | ---------------------------------------------- | --------------------------------------------- |
| 2 décembre  | Melbourne  | Chine Gong Jinjie Guo Shuang                       | Royaume-Uni Jessica Varnish Victoria Pendleton | France Sandie Clair Clara Sanchez             |
| 16 décembre | Cali       | Grande-Bretagne Jessica Varnish Victoria Pendleton | Allemagne Miriam Welte Kristina Vogel          | France Sandie Clair Virginie Cueff            |
| 21 janvier  | Pékin      | Chine Junhong Lin Gong Jinjie                      | Pays-Bas Willy Kanis Yvonne Hijgenaar          | Lituanie Simona Krupeckaitė Gintarė Gaivenytė |
| 18 février  | Manchester | Australie Anna Meares Kaarle McCulloch             | Chine Gong Jinjie Guo Shuang                   | France Clara Sanchez Sandie Clair             |

#### Classement
| Pos. | Coureuse        | Mel | Cal | Pek | Man | Pts |
| 1.   | Chine           | 12  | 5   | 12  | 10  | 39  |
| 2.   | Grande-Bretagne | 10  | 12  | -   | 7   | 29  |
| 3.   | France          | 8   | 8   | -   | 8   | 24  |
| 4.   | Pays-Bas        | 7   | -   | 10  | 5   | 22  |
| 5.   | Allemagne       | 6   | 10  | -   | 6   | 22  |
| 6.   | Lituanie        | 4   | -   | 8   | 4   | 16  |
| 7.   | Espagne         | 3   | 7   | 5   | 1   | 16  |
| 8.   | Ukraine         | -   | 6   | 7   | -   | 13  |
| 9.   | Australie       | -   | -   | -   | 12  | 12  |
| 10.  | Colombie        | -   | 4   | 4   | -   | 8   |

### Poursuite individuelle

#### Résultats
| Date        | Lieu       | 1re                           | 2e                            | 3e                            |
| ----------- | ---------- | ----------------------------- | ----------------------------- | ----------------------------- |
|             | Melbourne  | Pas au programme de la manche | Pas au programme de la manche | Pas au programme de la manche |
| 17 décembre | Cali       | Alison Shanks                 | Wendy Houvenaghel             | Pascale Schnider              |
|             | Pékin      | Pas au programme de la manche | Pas au programme de la manche | Pas au programme de la manche |
|             | Manchester | Pas au programme de la manche | Pas au programme de la manche | Pas au programme de la manche |

#### Classement
| Pos. | Coureuse           | Mel | Cal | Pek | Man | Pts |
| 1.   | Alison Shanks      | -   | 12  | -   | -   | 12  |
| 2.   | Wendy Houvenaghel  | -   | 10  | -   | -   | 10  |
| 3.   | Pascale Schnider   | -   | 8   | -   | -   | 8   |
| 4.   | Caroline Ryan      | -   | 7   | -   | -   | 7   |
| 5.   | Lisa Brennauer     | -   | 6   | -   | -   | 6   |
| 6.   | Aksana Papko       | -   | 5   | -   | -   | 5   |
| 7.   | Aude Biannic       | -   | 4   | -   | -   | 4   |
| 8.   | Yudelmis Dominguez | -   | 3   | -   | -   | 3   |
| 9.   | Vaida Pikauskaitė  | -   | -   | -   | -   | 2   |
| 10.  | Isabella King      | -   | 1   | -   | -   | 1   |

### Poursuite par équipes

#### Résultats
| Date        | Lieu       | 1re                                                           | 2e                                                         | 3e                                                            |
| ----------- | ---------- | ------------------------------------------------------------- | ---------------------------------------------------------- | ------------------------------------------------------------- |
| 2 décembre  | Melbourne  | Australie Katherine Bates Sarah Kent Josephine Tomic          | Allemagne Charlotte Becker Lisa Brennauer Madeleine Sandig | Nouvelle-Zélande Kaytee Boyd Lauren Ellis Jaime Nielsen       |
| 16 décembre | Cali       | Nouvelle-Zélande Rushlee Buchanan Lauren Ellis Alison Shanks  | Ouch Pro Cycling Sarah Hammer Dotsie Bausch Lauren Tamayo  | Grande-Bretagne Laura Trott Katie Colclough Wendy Houvenaghel |
| 21 janvier  | Pékin      | Nouvelle-Zélande Kaytee Boyd Rushlee Buchanan Jaime Nielsen   | Canada Tara Whitten Laura Brown Stephanie Roorda           | Australie Melissa Hoskins Ashlee Ankudinoff Sarah Kent        |
| 18 février  | Manchester | Grande-Bretagne Wendy Houvenaghel Joanna Rowsell Sarah Storey | Nouvelle-Zélande Lauren Ellis Jaime Nielsen Alison Shanks  | Ouch Pro Cycling Sarah Hammer Dotsie Bausch Jennie Reed       |

#### Classement
| Pos. | Coureuse         | Mel | Cal | Pek | Man | Pts |
| 1.   | Nouvelle-Zélande | 8   | 12  | 12  | 10  | 42  |
| 2.   | Australie        | 12  | 5   | 8   | 5   | 30  |
| 3.   | Canada           | 7   | 6   | 10  | -   | 23  |
| 4.   | Allemagne        | 10  | 7   | -   | 4   | 21  |
| 5.   | Grande-Bretagne  | -   | 8   | -   | 12  | 20  |
| 6.   | Pays-Bas         | 6   | -   | 7   | 7   | 20  |
| 7.   | Ouch Pro Cycling | -   | 10  | -   | 8   | 18  |
| 8.   | Lituanie         | 3   | 3   | -   | 3   | 9   |
| 9.   | Ukraine          | 5   | -   | 2   | -   | 7   |
| 10.  | Belgique         | -   | 4   | 1   | 2   | 7   |

### Scratch

#### Résultats
| Date       | Lieu       | 1re                           | 2e                            | 3e                            |
| ---------- | ---------- | ----------------------------- | ----------------------------- | ----------------------------- |
|            | Melbourne  | Pas au programme de la manche | Pas au programme de la manche | Pas au programme de la manche |
|            | Cali       | Pas au programme de la manche | Pas au programme de la manche | Pas au programme de la manche |
|            | Pékin      | Pas au programme de la manche | Pas au programme de la manche | Pas au programme de la manche |
| 19 février | Manchester | Anastasiya Tchulkova          | Jennie Reed                   | Amy Cure                      |

#### Classement
| Pos. | Coureuse            | Mel | Cal | Pek | Man | Pts |
| 1.   | Anastasia Tchulkova | -   | -   | -   | 12  | 12  |
| 2.   | Jennie Reed         | -   | -   | -   | 10  | 10  |
| 3.   | Amy Cure            | -   | -   | -   | 8   | 8   |
| 4.   | Sofía Arreola       | -   | -   | -   | 7   | 7   |
| 5.   | Pascale Jeuland     | -   | -   | -   | 6   | 6   |
| 6.   | Elena Cecchini      | -   | -   | -   | 5   | 5   |
| 7.   | Fatehah Mustapa     | -   | -   | -   | 4   | 4   |
| 8.   | Kelly Druyts        | -   | -   | -   | 3   | 3   |
| 9.   | Elke Gebhardt       | -   | -   | -   | 2   | 2   |
| 10.  | Ah Reum Na          | -   | -   | -   | 1   | 1   |

### Course aux points

#### Résultats
| Date        | Lieu       | 1re                           | 2e                            | 3e                            |
| ----------- | ---------- | ----------------------------- | ----------------------------- | ----------------------------- |
|             | Melbourne  | Pas au programme de la manche | Pas au programme de la manche | Pas au programme de la manche |
| 18 décembre | Cali       | Giorgia Bronzini              | Kelly Druyts                  | Aksana Papko                  |
|             | Pékin      | Pas au programme de la manche | Pas au programme de la manche | Pas au programme de la manche |
|             | Manchester | Pas au programme de la manche | Pas au programme de la manche | Pas au programme de la manche |

#### Classement
| Pos. | Coureuse         | Mel | Cal | Pek | Man | Pts |
| 1.   | Giorgia Bronzini | -   | 12  | -   | -   | 12  |
| 2.   | Kelly Druyts     | -   | 10  | -   | -   | 10  |
| 3.   | Aksana Papko     | -   | 8   | -   | -   | 8   |
| 4.   | Belinda Goss     | -   | 7   | -   | -   | 7   |
| 5.   | Katie Colclough  | -   | 6   | -   | -   | 6   |
| 6.   | Pascale Schnider | -   | 5   | -   | -   | 5   |
| 7.   | Debora Galvez    | -   | 4   | -   | -   | 4   |
| 8.   | Madeleine Sandig | -   | 3   | -   | -   | 3   |
| 9.   | Aušrinė Trebaitė | -   | 2   | -   | -   | 2   |
| 10.  | Lauren Ellis     | -   | 1   | -   | -   | 1   |

### Omnium

#### Résultats
| Date        | Lieu       | 1re             | 2e           | 3e                 |
| ----------- | ---------- | --------------- | ------------ | ------------------ |
| 4 décembre  | Melbourne  | Leire Olaberría | Tara Whitten | Malgorzata Wojtyra |
| 18 décembre | Cali       | Sarah Hammer    | Tara Whitten | Tatsiana Sharakova |
| 23 janvier  | Pékin      | Tara Whitten    | Kirsten Wild | Pascale Jeuland    |
| 20 février  | Manchester | Sarah Hammer    | Kirsten Wild | Malgorzata Wojtyra |

#### Classement
| Pos. | Coureuse             | Mel | Cal | Pek | Man | Pts |
| 1.   | Tara Whitten         | 10  | 10  | 12  | -   | 32  |
| 2.   | Leire Olaberría      | 12  | -   | 7   | 6   | 25  |
| 3.   | Sarah Hammer         | -   | 12  | -   | 12  | 24  |
| 4.   | Malgorzata Wojtyra   | 8   | 3   | 2   | 8   | 21  |
| 5.   | Kirsten Wild         | -   | -   | 10  | 10  | 20  |
| 6.   | Pascale Jeuland      | 7   | 5   | 8   | -   | 19  |
| 7.   | Tatsiana Sharakova   | 2   | 8   | -   | -   | 10  |
| 8.   | Elizabeth Armitstead | -   | -   | 6   | 4   | 10  |
| 9.   | Evgeniya Romanyuta   | 6   | -   | 3   | -   | 9   |
| 10.  | Joanne Kiesanowski   | -   | 4   | -   | 5   | 9   |